# Институциональные изменения
Институциона́льные измене́ния — в большинстве направлений институционализма непрерывный процесс количественно-качественных изменений и преобразований разных политических, правовых, социальных и экономических институтов.
Институциональные изменения происходят в институциональной среде, но проявляются не на уровне изменений правил, а на уровне изменений институтов, функционирующих в данной среде и определяющих данную среду.

## Школы зарубежного институционализма

### По Веблену
Основоположник институционализма Торстейн Веблен писал, что эволюция сопровождается институциональными изменениями путём отбора и закрепления таких форм поведения, которые в наибольшей мере способствуют выживанию и процветанию всего сообщества. Т. Веблен отмечал, что социальная эволюция — это не что иное, как процесс отбора и приспособления образов мышления под воздействием обстоятельств совместной жизни людей. Приспособление образов мышления — это и есть развитие институтов.

### По Норту
Согласно нобелевскому лауреату 1993 года Дугласу Норту, институциональные изменения — это сложный процесс, потому что предельные изменения (change in the margin) могут быть следствием изменений в правилах, неформальных ограничениях, в способах и эффективности принуждения к исполнению правил и ограничений. Норт называет институциональные изменения, наряду с технологическими изменениями, главными детерминантами социального и экономического развития. Институциональные изменения определяют то, как общества развиваются во времени и таким образом являются ключом к пониманию исторических перемен. В предисловии научного редактора к его работе отмечается, что крупные институциональные изменения происходят медленно, так как институты являются результатом исторических перемен, формирующих индивидуальное поведение. Чем выше институциональная неуверенность, тем выше становятся затраты по операциям .

## Отечественные определения
Российская экономическая энциклопедия под редакцией академика Л. И. Абалкина определяет институциональные изменения как процесс изменения социальных институтов.
Украинским экономическим энциклопедическим словарём под редакцией проф. С. В. Мочерного институциональные изменения определяются как непрерывный процесс количественно-качественных изменений и преобразований разных социальных и экономических институтов.

## Факторы институциональных изменений
Разные направления институционализма по-разному выделяют основные факторы институциональных изменений. Представители социально-технологического институционализма (Дж. К. Гэлбрейт, Ян Тинберген и др.) основой общественного, в том числе экономического, развития считают внедрение науки и техники в производство; к социально-правовому институционализму в конце XX века относили теорию прав собственности (Р. Коуз, Р. Познер и др.) Новый институционализм основой экономического развития в постиндустриальном обществе считает человека, целью экономической системы − всестороннее развитие человека, поэтому изучает преимущественно деятельность и поведение отдельного индивида.